# Henri Rebmann

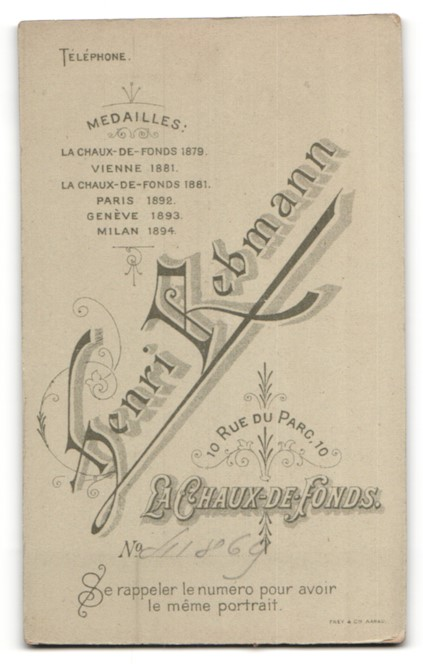
Zadní strana fotografie od Rebmanna s informacemi o cenách a adrese

Henri Rebmann (25. nebo 29. srpna 1848, Liestal – 6. srpna 1931, La Chaux-de-Fonds) byl švýcarský fotograf.

## Život
Henri Rebmann působil v La Chaux-de-Fonds nejpozději od roku 1869. V roce 1873 se tam konečně usadil.
Z jeho tvorby se dochovaly portrétní fotografie, skupinové fotografie a fotografie objektů Henriho Rebmanna, zejména zdokumentoval vzkvétající hodinářský průmysl v La Chaux-de-Fonds a okolí. Ale také pořizoval snímky exteriérů, například údolí řeky Doubs. Jeho studio se nacházelo v budově na adrese Rue du Parc 10–12. Byl aktivní nejméně do roku 1915.
Zúčastnil se řady soutěží a koncem 19. století také průmyslových výstav a zaznamenal řadu úspěchů. Skleněné desky z jeho ateliéru v roce 1994 zakoupilo Musée d'histoire de La Chaux-de-Fonds. Jsou ve sbírkách Bibliothèque de la Ville. Konkrétně je to celkem 5556 Rebmannových skleněných negativů ve formátu 13 × 9 cm, dalších šest skleněných desek v různých formátech a 39 negativů ve formátu 11 × 8 cm.
U Rebmanna se učil fotografické řemeslo fotograf Hermann Koczyk.

## Galerie

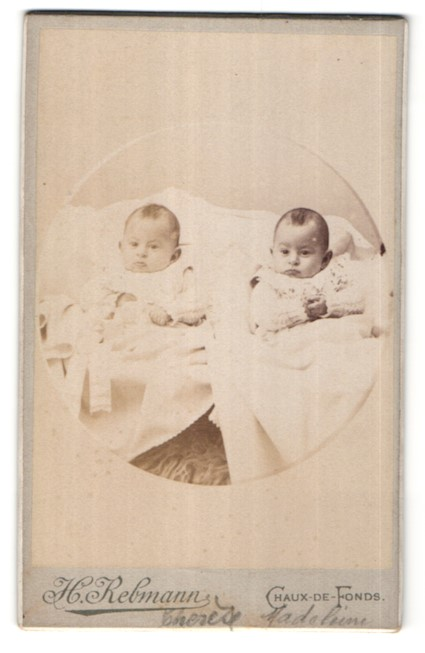
Säuglingsporträts
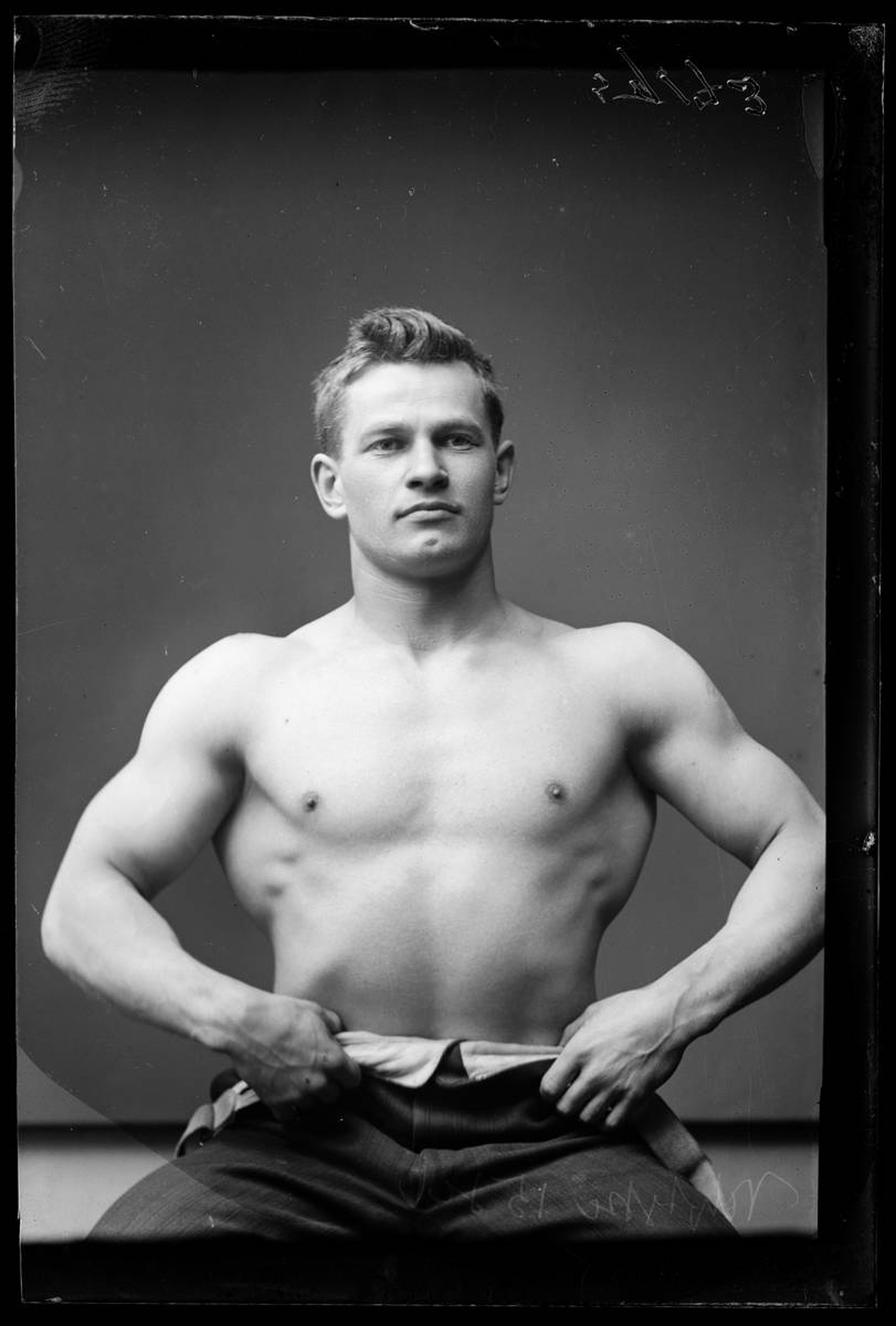
Svalnatý muž
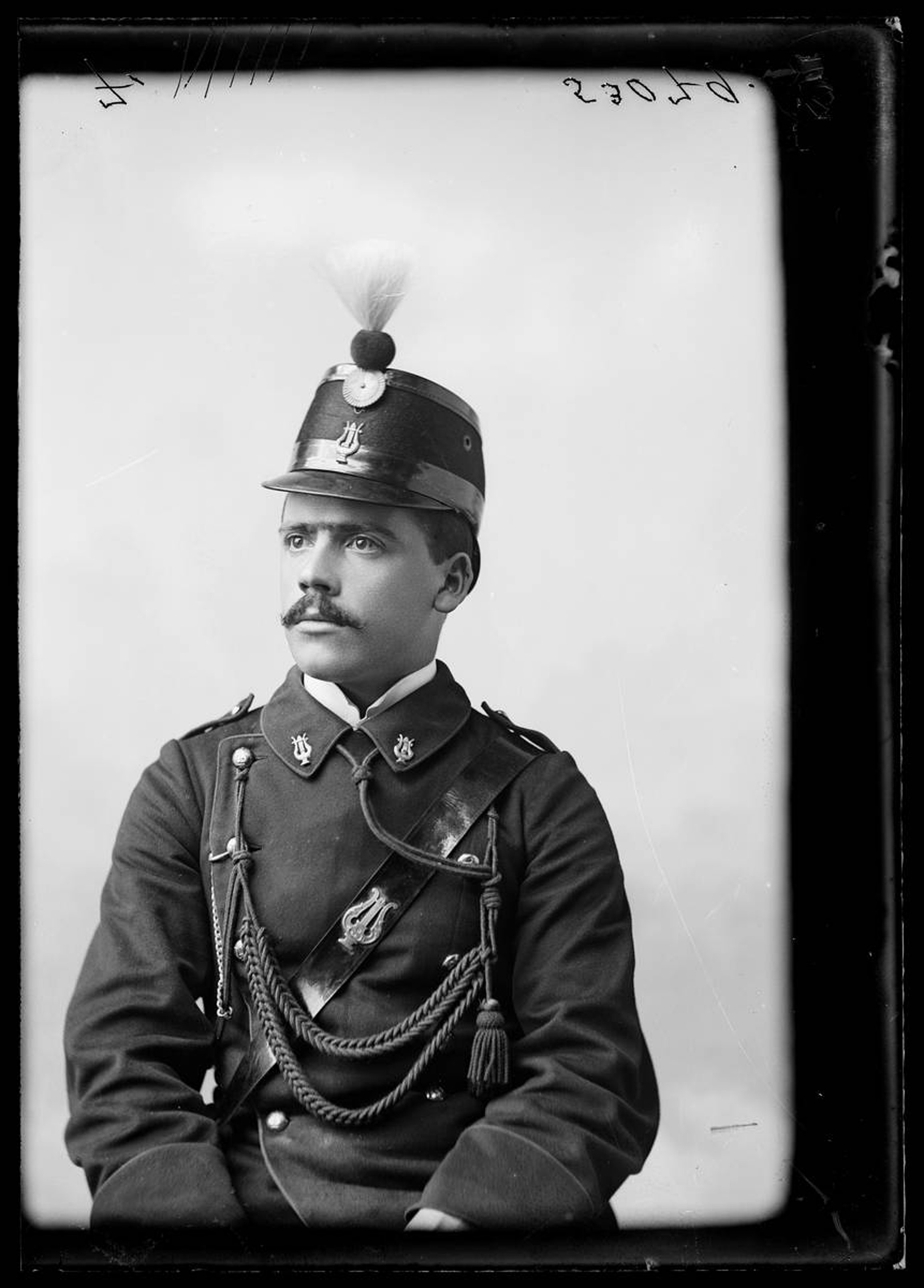
Muž v uniformě
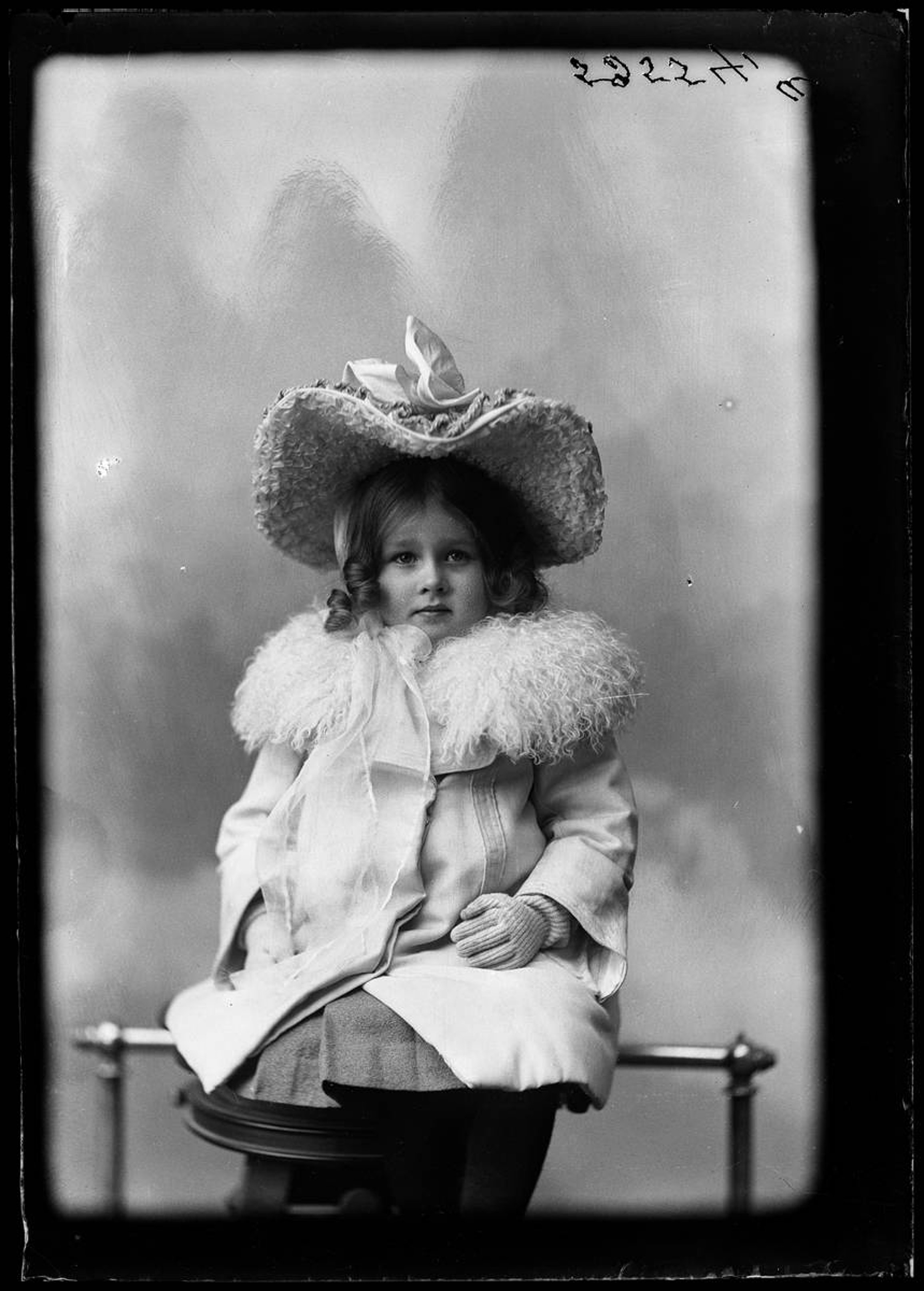
Portrét dívky